# Juan Tomás Celma
Juan Tomás Celma (Aragón, 1515 - Zaragoza 10 de septiembre de 1578) fue un rejero y pintor nacido hacia 1515 o  1518, según declaraciones suyas de 1555, en un curioso proceso incoado a Alonso Berruguete por una venta ilícita de vino. Se trata de una figura importante en el arte del Renacimiento y que no se debe confundir con su sobrino, Juan Bautista Celma, también pintor, forjador y escultor, del cual  fue su maestro.
Algunos biógrafos han supuesto que Juan Tomás y Juan Bautista Celma eran una sola persona, pero las investigaciones de Martí y Monzón (Estudios històrico-artísticos, pág. 555) disiparon la duda, estableciendo que Juan Bautista todavía vivía hacia 1600, mientras Juan Tomás ya había muerto en 1595. En 1571 forjó la reja del coro de la Iglesia de San Benito lo Real de Valladolid; Quadrado lo considera autor de la reja del coro de la iglesia de Pilar de Zaragoza, comenzada en 1574.